# Mbongo (Dizangué)
Mbongo est un village de la Région du Littoral du Cameroun, situé dans la commune de Dizangué, dans le département de la Sanaga-Maritime. 

## Géographie
Le village est situé sur la route D58 à 29 km au nord-ouest du chef-lieu de la commune Dizangué.